# Obertauern-Hundsfeldmoor
Obertauern-Hundsfeldmoor este o arie protejată (arie specială de conservare — SAC, sit de importanță comunitară — SCI, arie de protecție specială avifaunistică — SPA) din Austria întinsă pe o suprafață de 99,36 ha, integral pe uscat.

## Localizare
Centrul sitului Obertauern-Hundsfeldmoor este situat la coordonatele 47°15′22″N 13°33′48″E / 47.2561°N 13.5634°E.

## Înființare
Situl Obertauern-Hundsfeldmoor a fost declarat sit de importanță comunitară în ianuarie 1995 pentru a proteja 53 de specii de animale. Alte tipuri de protecție:
- arie de protecție specială avifaunistică (în octombrie 1996)[2]
- arie specială de conservare (în iulie 2006)[1][3][4]

## Biodiversitate
Situată în ecoregiunea alpină, aria protejată conține 10 habitate naturale: Lacuri eutrofice naturale cu vegetație de tip Magnopotamion sau Hydrocharition, Râuri de munte și vegetația erbacee de pe malurile acestora, Pajiști alpine și boreale, Tufărișuri cu Pinus mugo și Rhododendron hirsutum (Mugo-Rhododendretum hirsuti), Formațiuni ierboase bogate în specii de Nardus, dezvoltate pe substraturi silicioase în zone montane (și în zone submontane, în Europa continentală), Turbării de acoperire (* exclusiv pentru turbării active), Mlaștini turboase de tranziție și turbării mișcătoare, Mlaștini alcaline, Formațiuni pioniere alpine de Caricion bicoloris-atrofuscae, Grohotișuri silicioase de la nivelul montan până la nivelul zăpezii (Androsacetalia alpinae și Galeopsietalia ladani).
La baza desemnării sitului se află mai multe specii protejate de  păsări (53): fluierar de munte (Actitis hypoleucos), gâscă cenușie (Anser anser), fâsă de pădure (Anthus spinoletta), fâsă de pădure (Anthus trivialis), acvilă de munte (Aquila chrysaetos), acvilă de câmp (Aquila heliaca), stârc cenușiu (Ardea cinerea), rață-cu-cap-castaniu (Aythya ferina), rața moțată (Aythya fuligula), buha (Bubo bubo), Bucephala clangula, șorecar mare (Buteo rufinus), fugaci de țărm (Calidris alpina), mugurar roșu (Carpodacus erythrinus), barză albă (Ciconia ciconia), erete de stuf (Circus aeruginosus), cuc (Cuculus canorus), șoim de iarnă (Falco columbarius), șoim călător (Falco peregrinus), șoimul rândunelelor (Falco subbuteo), vânturel roșu (Falco tinnunculus), muscar negru (Ficedula hypoleuca), becațină comună (Gallinago gallinago), vulturul pleșuv sur (Gyps fulvus), Lagopus mutus helveticus, sfrâncioc roșiatic (Lanius collurio), gușă albastră (Luscinia svecica), gaia neagră (Milvus migrans), gaia roșie (Milvus milvus), codobatură galbenă (Motacilla alba), codobatură de munte (Motacilla cinerea), pietrar sur (Oenanthe oenanthe), viespar (Pernis apivorus), codroș de munte (Phoenicurus ochruros), codroșul de pădure (Phoenicurus phoenicurus), pitulice de munte (Phylloscopus bonelli), pitulice de munte (Phylloscopus collybita), pitulice-fluierătoare (Phylloscopus trochilus), corcodel mare (Podiceps cristatus), brumăriță de pădure (Prunella modularis), Pyrrhocorax pyrrhocorax, mărăcinar (Saxicola rubetra), sitar de pădure (Scolopax rusticola), silvie cu cap negru (Sylvia atricapilla), silvie de zăvoi (Sylvia borin), silvie de câmp (Sylvia communis), silvie-mică (Sylvia curruca), corcodel mic (Tachybaptus ruficollis), cocoșul de mesteacăn (Tetrao tetrix tetrix), fluierar de mlaștină (Tringa glareola), fluierarul de zăvoi (Tringa ochropus), mierlă gulerată (Turdus torquatus), nagâț (Vanellus vanellus).
Pe lângă speciile protejate, pe teritoriul sitului au mai fost identificate 5 specii de plante, 14 specii de păsări, 3 specii de amfibieni, 5 specii de mamifere, 6 specii de nevertebrate, 2 specii de reptile.